# State Parks in Vermont
Dies ist eine Liste der State Parks im US-Bundesstaat Vermont.

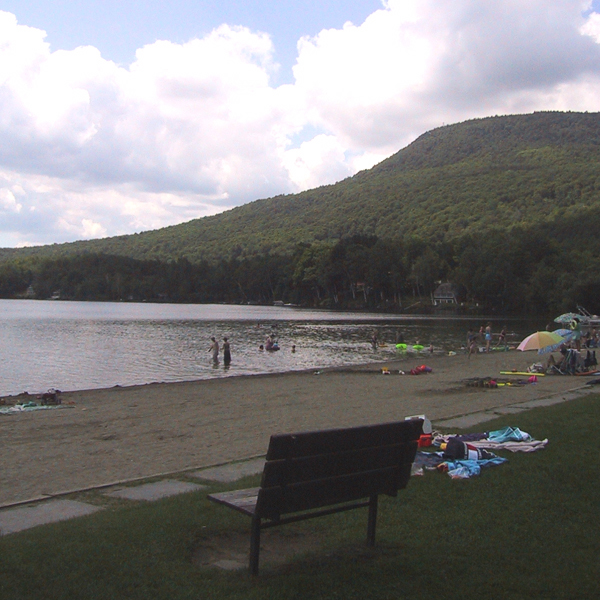
Elmore State Park

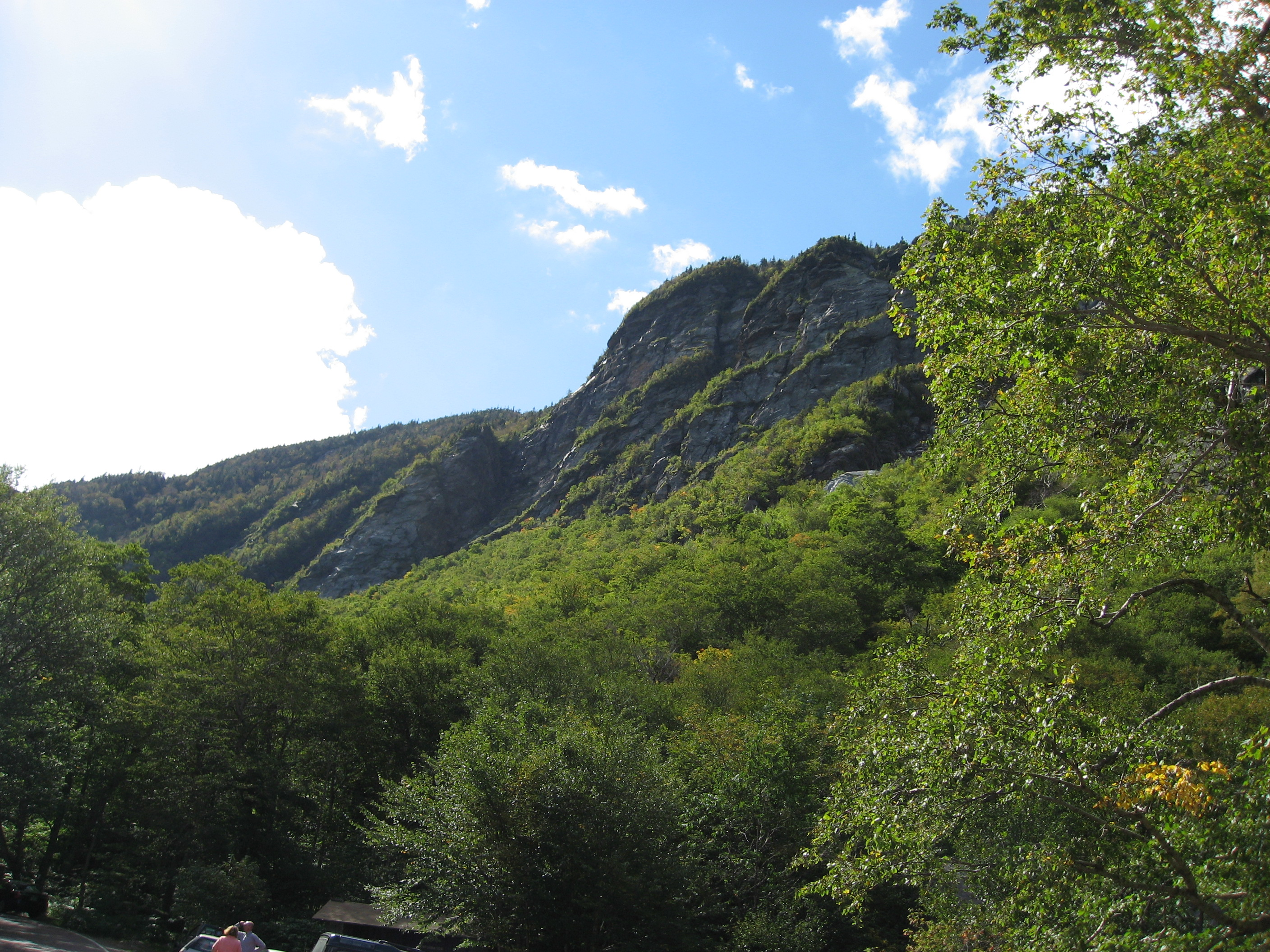
Smugglers Notch State Park

| - Allburg Dunes State Park - Allis State Park - Ascutney State Park - Big Deer State Park - Bomoseen State Park - Boulder Beach State Park - Branbury State Park - Brighton State Park - Burton Island State Park - Button Bay State Park - Camel’s Hump State Park - Camp Plymouth State Park - Cheney House State Park - Coolidge State Park - Crystal Lake State Park - D.A.R. State Park - Elmore State Park - Emerald Lake State Park - Fort Dummer State Park - Gifford Woods State Park - Grand Isle State Park - Green River Reservoir State Park - Half Moon State Park - Jamaica State Park - Kettle Pond State Park - Kingsland Bay State Park - Knight Island State Park - Knight Point State Park | - Kill Kare State Park - Lake Carmi State Park - Lake St. Catherine State Park - Lake Shaftsbury State Park - Little River State Park - Lowell Lake State Park - Maidstone State Park - Molly Stark State Park - Mt. Philo State Park - New Discovery State Park - North Hero State Park - Quechee State Park - Ricker Pond State Park - Sand Bar State Park - Seyon Ranch State Park - Silver Lake State Park - Smugglers Notch State Park - Stillwater Park - Stone Hut State Park - Sweet Pond State Park - Thetford Hill State Park - Townshend State Park - Underhill State Park - Waterbury Center State Park - Wilgus State Park - Woodford State Park - Woods Island State Park |